# پاملا تولا
پاملا تولا (فنلاندی: Pamela Tola؛ زادهٔ ۱۵ اکتبر ۱۹۸۱) بازیگر، کارگردان فیلم و فیلم‌نامه‌نویس اهل فنلاند است.
وی دوستی نزدیکی با دیگر هنرپیشهٔ فنلاندی پیلا ویتالا دارد.
از فیلم‌هایی که وی در آن‌ها نقش داشته‌است، می‌توان به قلب یک شیر اشاره نمود.